# 경계도시 2
《경계도시 2》는 2009년에 만들어진 대한민국의 영화로, 2003년 귀국한 재독학자 송두율 교수가 귀국 10일만에 '대한민국 최대의 거물간첩'으로 몰리기까지를 기록한 다큐멘터리 영화이다. 2009년 부산 국제 영화제에서 처음 공개되었으며, 2010년 3월 18일에 개봉했다.

## 출연

### 주연
- 송두율
- 정정희

## 기타
- 음향: 표용수
- CG: 권혁구